# 齋藤一

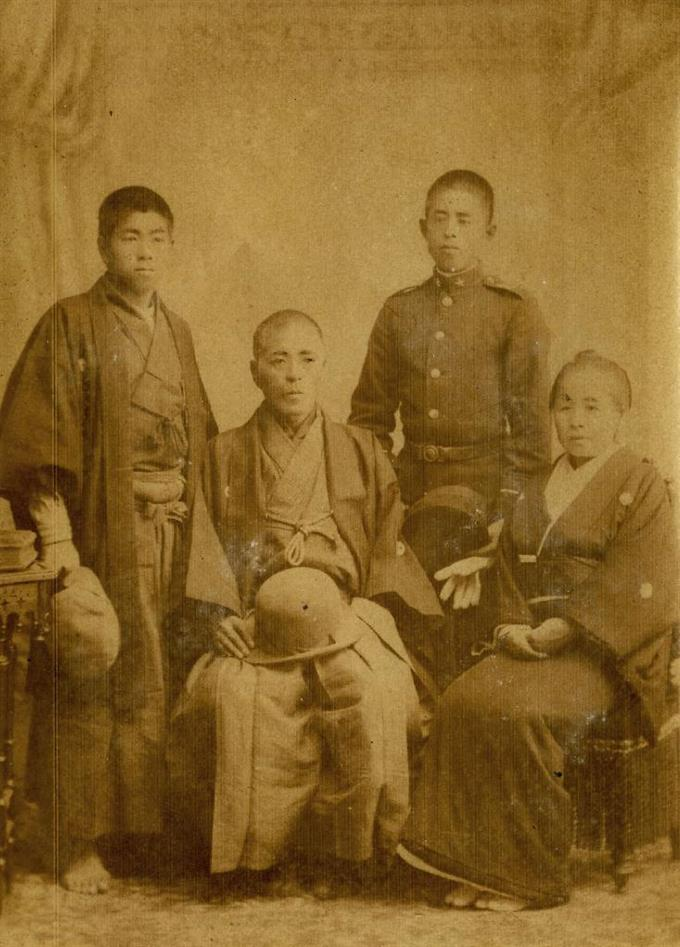
從左到右，分別是二兒子剛、藤田五郎（齋藤一）、大兒子勉、妻子時尾。1897年（明治30年）攝影

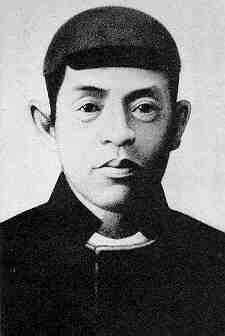
依據齋藤一的長孫藤田實的肖像合成

齋藤一（日语：／ Saitō Hajime，1844年2月18日（天保十五年1月1日）—1915年（大正四年）9月28日）是日本武士（新選組隊士）、警官，階級是警部。勲位為勲七等青色桐葉章。
在幕末新選組中，擔任副長助勤、第三隊隊長和劍術師傅。曾一度加入過御陵衛士。戊辰戰爭中，跟隨舊幕府軍與新政府軍作戰。明治維新後，成為內務省警視廳的警察官，於西南戰爭中，隸屬警視隊，並與西鄉隆盛軍作戰過。
離職後，成為東京高等師範學校（曾改名為東京教育大學，現在的筑波大學）守衛，以及東京女子高等師範學校（現御茶水女子大學）的庶務掛兼會計人員。其出身和經歷有許多不明的地方。

## 生涯

### 出身
父為山口右助，母為ます，排行老三。姐姐叫作勝（ひさ），哥哥叫作廣明。出身地為江戶。據說父親來自播磨國，並因為父親出身自明石，所以他也自稱為明石浪人。父親右助擔任過播磨國明石藩的足輕，後來前往江戶，並成為石高1,000石的旗本・鈴木家旗下的足輕。後年，購買到御家人的資格而成為御家人 ，但實際上仍然是鈴木家的公用人（家臣）。

### 青年期
19歲時，在江戶小石川關口與某旗本發生爭執而殺了他，並因此躲藏到父親友人即京都聖德太子流劍術道場主・吉田某那邊，並擔任吉田道場的師範代。
在永倉新八的手記《浪士文久報國記事》中，記載齋藤曾在江戶出入過近藤勇的天然理心流試衛館 ，但在近藤要將武器運送給滯留於京都的試衛館一行人時，裡面卻沒有齋藤。他也未參加浪士組，所以被認為他初次加入到新選組的時機應該是在新選組於京都募集人手時。他加入後不久，齋藤就在近藤等人上洛時與他們分開行動（但與近藤一起上洛的人也未與他統一行動）。

### 新選組
文久3年（1863年）3月10日，芹澤鴨・近藤勇等13名人創立新選組前身的壬生浪士組（精忠浪士組）。同日，包括齋藤等11人一起入隊，並一同隸屬於京都守護職的會津藩主松平容保的麾下。新選組選出幹部時，齋藤竟破格以20歲之姿被拔擢為副長助勤。之後組織重新編制時，他成為第三隊組長，並且也擔任撃劍師父。
元治元年（1864年）6月5日(舊曆)的池田屋事件中，隸屬土方歲三隊，事後受幕府與會津藩，賞賜金子10兩，別段金7兩。
他多次負責新選組内部的肅清工作，同時也參與長州藩間諜御倉伊勢武、荒木田左馬之助、武田觀柳齋及谷三十郎等人的暗殺工作。
慶應3年（1867年）3月，伊東甲子太郎創立御陵衛士並離開新選組，齋藤也跟著加入御陵衛士，但他實際上卻是以間諜的身分加入。之後他回到新選組時，還順便偷走御陵衛士的活動資金。這是為了營造出他疑似為錢所困而侵占公款逃亡的假象。根據稗田利八的回憶，齋藤回到新選組後，向大家公開說「副長助勤齋藤一氏，因公出差，本日歸隊，並回復以前職務」。新選組暗殺伊東等御陵衛士的油小路事件，就是依據齋藤歸隊時帶來的情報而進行。
同年12月7日，受紀州藩委託，負責保護藩士三浦休太郎，並因此遭到海援隊及陸援隊隊員等16人襲擊（天滿屋事件）。與三浦一起召開酒宴時，由於新選組遲到，造成宮川信吉與舟津釜太郎因此死亡，梅戶勝之進則為了保護齋藤而身受重傷，但齋藤則因為穿著鎖帷子而無事。至於三浦雖然顔面受傷，卻保住性命。
將軍德川慶喜進行大政奉還後，新選組跟隨舊幕府軍參與戊辰戰爭。慶應4年（1868年）1月參與鳥羽伏見之戰，3月轉戰甲州勝沼。齋藤無論在那一場戰事都在最前線作戰。在近藤勇於流山向新政府軍投降後，齋藤則與留在江戶的土方歲三等人一度分離，並率領一部分隊士前往會津。一方面，另外有齋藤因傷而脫離前線，所以不在流山的說法，這個說法，是由率領隊士前往會津的久米部正親或安富才助所述。土方在同年4月參加宇都宮城之戰，但因為腳傷而脫離戰線，並經由田島而來到若松城，並與齋藤等人會合。
齋藤等人的新選組在會津藩的指揮下，於閏年4月5日時，參與白河口之戰。8月21日也參加母成峠之戰。敗戰後，他撤退到若松城下。在撤離的最後於猪苗代這裡與土方會合。之後，土方等人前往庄內藩，並與大鳥圭介等人率領的幕府軍轉戰仙台，但齋藤卻留在會津，並與會津藩士一起持續抵抗城外的新政府軍。9月22日，就算會津藩已經投降，齋藤也依然持續抵抗，直到容保派人勸降後，他才投降。投降後，他與成為俘虜的會津藩士們一起被送到最初是舊會津藩領地的塩川，之後則被送到越後高田軟禁。

### 斗南藩
會津藩投降後，遭到改易，會津松平家的家名雖然因此斷絕，但在明治2年（1869年）11月3日被允許再次復興。知行高則在陸奥國内並領有3萬石，藩地則可以選擇猪苗代或 下北半島。但由於在東京成為俘虜的山川浩等舊藩幹部，都一起被送到越後高田軟禁，所以在沒有過問這些藩士的情況下而選擇下北半島。藩名則被命名為斗南藩，齋藤也以斗南藩士的身分前往下北半島。
齋藤移居到斗南藩領的五戶，並與篠田やそ結婚。篠田家是能從《諸士系譜》中確認的名門，為會津藩士並屬於大身的身分，並與隸屬白虎隊第二隊，然後在飯盛山自殺的篠田儀三郎有遠親關係。後年的明治7年（1874年）3月17日，與前會津藩大目付高木小十郎之女時尾再婚，由松平容保與前會津藩家老佐川官兵衛、山川浩及倉澤平治右衛門等擔任媒人。此時，他的名字也改為藤田五郎。他與妻子時尾之間，育有長男勉、次男剛及三男龍雄等3名孩子。另外，由於其戶籍沒有再婚的記載，所以也有他和時尾的婚姻是他本人第一個婚姻的說法。

### 警視廳
明治7年（1874年）7月，他移居東京，並進入警視廳。明治10年（1877年）2月，九州發生士族叛亂的「西南戰爭」。2月20日，他被内務省警視局昇職為警部補。5月，以別動第三旅團豐後口警視徴募隊第二小隊半隊長的身分參與西南戰爭。進行突擊時就算受到槍傷，也依然繼續奮戰並奪取2門大砲，此事還被東京日日新聞報導。佐川官兵衛及山川浩也有參加這場戰事，但佐川在此戰戰死。戰後明治12年（1879年）10月8日，齋藤獲得政府頒發勳七等青色桐葉章與賞金100圓。明治14年（1881年）警視局遭到廢止，讓他一度加入陸軍省，之後政府再設置警視廳，他則於11月成為巡査部長。明治18年以後（1885年）擔任警部補，明治21年（1888年）在麻布警察署擔任詰外勤警部，明治25年（1892年）12月離職。

### 晩年
從警視廳離職時，受到東京高等師範學校校長高嶺秀夫（前會津藩士）等人的推薦，於是從明治27年（1894年）4月起，在東京高等師範學校附屬東京教育博物館（現國立科學博物館）擔任守衛長，直到明治31年（1898年）。同時他也在學校擔任撃劍師父指導學生。明治32年（1899年）離職，之後在東京女子高等師範學校擔任庶務掛兼会計掛。在學生下課時，也負責管制人力車的交通狀況。明治42年（1909年）退職。並與山川浩及高嶺秀夫等人一直保持著友誼。
大正4年（1915年）9月28日，因為胃潰瘍而在東京府東京市本鄉區真砂町過世。享年72。據傳他是在凹間以跏趺坐的姿勢過世。之後下葬於福島縣會津若松市阿彌陀寺。過去的戰友永倉新八也在同年1月過世。

## 劍術

### 流派
齋藤的劍術流派，目前仍然不明。根據其子孫所述，乃為一刀流 。齋藤之父山口祐助在會津藩士家擔任奉公時，因為與藩士親近，所以在同藩江戶藩邸學習一刀流。會津藩的一刀流被推測是溝口派一刀流。溝口派一刀流與祐助的友人・吉田某的聖德太子流一起被喻為會津五流的流派。齋藤也曾在聖德太子流吉田道場擔任師範代。
但一方面，研究齋藤的作家赤間倭子則否認他是一刀流，並認為他是無外流。至於子孫所說的一刀流，源自於無外流的山口一刀流。齋藤是在播磨國學習無外流（山口一刀流），並且也學習津田一傳流，關口流柔術 。齋藤一姓山口，所以也有人據此認為齋藤的姓與山口一刀流有關。

### 新選組
與沖田總司、永倉新八並稱新選組最強劍士。永倉曾向弟子說，「沖田是猛者之劍，齋藤則為無敵之劍」。他與沖田、永倉等人擔任過新選組撃劍師傅。在大坂力士亂鬥、組內的肅清、天滿屋事件以及戊辰戰爭等事件中，是真正揮舞著刀並歷經許多實戰的隊員。這樣以刀參戰的經驗，讓他在晚年表示「真正的以劍相搏是如果敵人砍過來，就將其掃開，不但讓你能夠拔刀戰鬥，還會沉浸於此」。

### 警視廳
他在警視廳擔任稱為撃劍世話掛的劍術指導工作，但齋藤卻未留下擔任此職的記錄。不過在明治21年（1888年）警視劍術家名簿中，有藤田五郎（齋藤）的名字，級位為「四級」。當時的四級還有川崎善三郎、門奈正、内藤高治等人。另外他也留下比賽記錄，明治15年（1882年）在向岡彌生社撃劍大賽中與富山圓打成平手，明治23年（1890年），在警視廳舉辦的春季撃劍大賽中贏過渡邊豐。

### 師範學校
曾在東京高等師範學校（東京教育大學，現在的筑波大學）中擔任撃劍師傅，負責教授學生劍術。那時他的劍術完全沒有衰退的跡象，甚至沒有一個人可以碰到齋藤的竹刀。然後，同校在齋藤離職後，於明治41年（1908年）由高野佐三郎（警視廳出身）赴任。

### 晩年
明治末年，神道無念流有信館的山本忠次郎會以竹刀對吊掛在木頭上的空罐進行突刺練習，某日有位被認為是齋藤的老人經過，並看到忠次郎用竹刀刺破空罐。老人也在一瞬間進行突刺，並且在空罐沒有任何晃動下就直接刺穿。這名老人告知他「突刺比起刺這個動作，更重要的是拉的動作，能盡快回到原來架式的動作是最重要的」，「突刺很少能夠首次成功。我成功時幾乎能夠進行三次突刺」。忠次郎之後好幾次與那名老人相遇，但都只有一陣寒暄而已。由於有信館位於本鄉真砂町，因此能確認當時齋藤住在此處。
齋藤對於孩子們也會教授劍術以及武術的心得。根據孫子藤田實的回憶，父親勉（齋藤的長男，曾任陸軍少校）好幾次拿著竹刀躲在暗處，並在孩子們回家時會突然突襲他們，然後大聲怒叱「輕忽武士道！」。另外還經常對他們說教稱，「身為武士者，從玄關出來時不能先露出頭部，應該先露出腳，在突然遇襲的場合，如果頭部被攻擊到就會變成致命傷，但如果腳被攻擊而倒下時，還能從對手下方往上突刺攻擊殺掉敵人」。

## 人物

### 改名經歷
「齋藤一」這個名字，是他再搬遷到京都時的新選組全盛期的名字。最初的名字名為山口一。據子孫稱，「一」來自於他的生日（1月1日），但沒有史料上的根據。文久2年（1862年），他在江戶因為與他人械鬥的糾紛而逃亡到京都時，改名為齋藤一。慶應3年（1867年）則改名為山口二郎（次郎）。隸屬會津藩並參與戊辰戰爭時，則自稱為一戶，一瀬傳八。移居到斗南藩前後，跟著妻子‧高木時尾的母姓而改姓為藤田，並改名為藤田五郎。明治5年（1872年）壬申戶籍中，登記為「藤田五郎」。順便一提，他每一個名字中都有數字。

#### 別人說
曾有齋藤一與藤田五郎是不同人的說法，但由於他的哥哥山口廣明（曾擔任過大藏省，法院等機關的官吏）的恩給請求書中，有位署名為藤田五郎的親戚，而且藤田五郎子孫所收藏的《藤田家文書》，是他從自稱為齋藤一時就開始記載，加上他的義父倉澤平治右衛門記載的《御守護職以降憶測誌》中，也將齋藤一記載為「藤田五郎」，因此不同人說在現在已經遭到否定。

### 關於長相
齋藤一的清晰相片，是平成28年（2016年）7月15日，經共同通信報導，由歴史研究家向藤田家子孫取材時發現。1897年（明治30年），他與妻子時尾以及兩位兒子一起拍攝家族照，這張照片由住在橫須賀市的子孫進行整理家中時發現。根據協助取材的あさくら所述，這些照片之所以會公開是來自於藤田家的請求，這也是因為藤田家從以前就極力想要否認「據說齋藤一有參加西南戰爭的合照」的說法，並希望透過他澄清這件事情。此外，齋藤尚有一張過世前2年參加次子婚禮時拍攝的照片，齋藤在該照片中的樣貌並不清晰，但可以看出晚年的他開始蓄鬍。
這在之前，作為展現齋藤長相的代表性資料是來自於以齋藤的長男・勉為基準而繪製的肖像畫。根據熟識齋藤的人提到他的說法都稱：「他是一位眉毛濃密，眼神銳利而炯炯有神並且身材高挑的男子」。

## 逸話
左撇子説
據說齋藤為左撇子。這個說法來自於子母澤寛的《新選組物語》，裡面有「篠原泰之進調查遭暗殺的谷三十郎屍體，發現傷口來自左邊 因此懷疑“擅用左手直接突刺”的齋藤就是兇手」的描寫。但這個描述是否來自子母澤的創作雖然不明，卻被許多虛構作品採用，並將此點視為齋藤的人物特徵而將他描寫為左撇子。
夢錄
子母澤寛在昭和4年（1929年）發表的《新選組遺聞》中，記載齋藤一有份口述記錄並叫做「夢錄」（むろく）的文書，研究者雖然有探查，但卻未發現。

## 登場作品
小說
- 新選組始末記（角川書店、子母澤寬著）
- 新選組血風錄（中央公論新社、司馬遼太郎著）
- 燃劍（文藝春秋、司馬遼太郎著）
- 幕末新選組（文藝春秋、池波正太郎著）
- 壬生義士傳（文藝春秋、淺田次郎著）
- 新選組・齋藤一之謎（新人物往来社、赤間倭子（日语：赤間倭子）著）
- 新選組 組長・齋藤一 （PHP研究所、菊地明著）
- 鬥鬼 齋藤一（NHK出版、吉川永青（日语：吉川永青）著）

影視劇
- 新選組鬼隊長（1954年、東映、演：上代悠司）
- 新選組（1958年、東映、演：加藤浩）
- 新選組始末記（日语：新選組始末記#テレビドラマ（1961年））（1961年、TBS、演：佐田周二）
- 新選組血風錄 近藤勇（1963年、東映、演：島田兵庫）
- 幕末残酷物語（1964年、東映、演：尾形伸之介）
- 新選組血風錄（日语：新選組血風録 (テレビドラマ)#1965年版）（1965年、NET、演：左右田一平）
- 燃劍（日语：燃えよ剣#1970年版）（1970年、NET、演：玉生司郎）
- 新選組始末記（日语：新選組始末記#テレビドラマ（1977年））（1977年、TBS、演：小池雄介）
- 白虎隊（日语：白虎隊 (1986年のテレビドラマ)）（1986年、NTV、演：高峰圭二）
- 新選組（1987年、ANB、演：宮內洋（日语：宮内洋））
- 燃劍（日语：燃えよ剣#1990年版）（1990年、TX、演：坂西良太）
- 新選組血風錄（日语：新選組血風録 (テレビドラマ)#1998年版）（1998年、ANB、演：深江卓次）
- 御法度（1999年、松竹、演：木下藤次郎）
- 壬生義士傳 新選組最強的男人（日语：壬生義士伝#テレビドラマ）（2002年、TX、演：竹中直人）
- 壬生義士傳（日语：壬生義士伝#映画）（2003年、松竹、演：佐藤浩市）
- 新選組！（2004年、NHK大河劇、演：小田切讓）
- 輪違屋糸里〜女子們的新選組〜（日语：輪違屋糸里#テレビドラマ）（2007年、TBS、演：山口馬木也）
- 新選組血風錄（日语：新選組血風録 (テレビドラマ)#2011年版）（2011年、NHK-BS、演：尾關伸嗣（日语：尾関伸嗣））
- 浪客劍心（2012年、華納、演：江口洋介）
- 八重之櫻（2013年、NHK大河劇、演：降谷建志）
- 燃劍（日语：燃えよ剣#2020年版）（2020年、東寶、演：松下洸平）

動漫畫
- 神劍闖江湖（集英社、和月伸宏作）。配音員：鈴置洋孝→成田劍（新京都篇）／日野聰（TV版第2作）
- 風光（日语：風光る (渡辺多恵子の漫画)）（小學館、渡邊多惠子作）
- 茜色之風：新撰組血風記錄（日语：あかね色の風 -新撰組血風記録-）（集英社、車田正美作）
- 銀魂（集英社、空知英秋作）
- 薄樱鬼 ～新选组奇谭～
- 青之壬生浪（講談社、安田剛士作）

遊戲
- Fate/Grand Order ,以4星Saber職階登場。配音員：石川界人
- 人中之龍 維新！極 , 桐生一馬以坂本龍馬（齋藤一）之姿扮演。配音員：黑田崇矢
- 在茜色世界與君詠唱 ,配音員：逢坂良太

## 備註
1. ↑  東京女子高等師範學校一覧 近代デジタルライブラリー
2. ↑  赤間倭子『新選組・齋藤一之謎』新人物往来社，17p，146p
3. ↑  理窓「東京理科大學発祥の地を求めて」[永久]
4. ↑  木村幸比古譯《新選組日記》PHP新書，12p
5. 1 2  伊東成郎『新選組は京都で何をしていたか』KTC中央出版，250-251p
6. 1 2  菊地明『新選組の真実』PHP研究所，179p
7. ↑  戶部新十郎『明治劍客傳 日本劍豪譚』光文社，162p
8. 1 2  新選組の齋藤一，謎多き経歴に光 維新後の従軍など新史料 （页面存档备份，存于） 日本経済新聞，2015年9月5日
9. 1 2 3 4 5  堂本昭彦『中山博道有信館』島津書房
10. ↑  『東京高等師範學校一覧 自明治二十三年四月〜明治三十二年五月』筑波大學中央図書館蔵
11. 1 2 3 4  赤間倭子『新選組・齋藤一の謎』新人物往来社，52-57p
12. ↑  赤間倭子『新選組・齋藤一の謎』新人物往来社，27p
13. 1 2  『劍の達人111人データファイル』新人物往来社，198-199p
14. ↑  赤間倭子『新選組・齋藤一の謎』新人物往来社，109p
15. ↑  赤間倭子『新選組・齋藤一の謎』新人物往来社，22p
16. ↑  清水昇/歴史群像編集部編『幕末維新劍客列傳』學研パブリッシング，65p
17. ↑  找到新選組，齋藤一的照片 被逃過震災以及戰爭發現 （页面存档备份，存于） 共同通信47news 2016年7月15日 2016年7月15日閲覧
18. ↑  謹告 （页面存档备份，存于） 無二無三 あさくらゆう公式ブログ 2016年7月15日 2016年7月15日閲覧

## 外部連結
- 新選組SHINSENGUMI 網頁 （页面存档备份，存于）